# Волноваський краєзнавчий музей
Волноваський районний краєзнавчий музей — музей районного значення, відкритий 29 жовтня 1977 року як відділ Донецького краєзнавчого музею. Засновником є Волноваська районна рада. Підпорядкований Міністерству культури і туризму України. У 1992 році відділ був перетворений у державний музей.

## Загальна характеристика
Волноваський районний краєзнавчий музей засновано як музей на громадських засадах рішенням Волноваської районної ради депутатів трудящих від 1 червня 1977 року № 11 та розташовано в колишньому приміщенні районної ради, збудованому в 1935 році. Офіційне відкриття музею відбулось 29 жовтня 1977 року, згідно з наказом Міністерства культури УРСР від 13.10.1977 р. № 591, як відділ Донецького обласного краєзнавчого музею. В 1992 році відділ перетворений в самостійний державний краєзнавчий музей. З 1 січня 2000 року — районний краєзнавчий музей (рішення Волноваської районної ради від 29.02.2000 р. №ХХШ-169).
В створенні музею брали участь робітники, колгоспники, молодь міста й району. Були перебудувані внутрішні кімнати та відреставрований зовнішний вигляд. Пенсіонери, ветерани громадянської і Вітчизняної війни, червоні слідопити активно збирали матеріали, що потім стали експонатами музею. Цією роботою керував Василь Степанович Тетерюк, завідувач районним відділом культури Григорій Микитович Кравцов, рада музею під керівництвом директора СШ № 3, краєзнавця — Миколи Миколайовича Могильова, який згодом став його директором.
Музей має площу в 401,9 м² і нараховує більше 6000 експонатів, які представляють духовний та матеріальний світ українського та інших народів, які населяли територію району. Це пам'ятки археології, природні, письмові, етнографічні предмети, нумізматика, фотографії, меморіальні речі. У музеї працює три експозиційні зали і один виставковий зал.
У першому експозиційному залі представлені флора і фауна краю, особливе місце в ньому відведено корисним копалинам та розповідається про закладення та збереження Великоанадольського лісу, засновником якого є В. Є. Графф.
У другому залі, що називається «Наш край в давнину», зберігаються історико-археологічні експонати від кам'яної доби до кінця ХІХ століття. Це частина предметів з розкопок курганів, родових могильників, яких карті району нанесено 130, і залишених народами, що тут проживали. У колекції зберігаються самовари, вироблені у 1840 і 1870 роках. Самовар 1870 року має 10 медалей, які свідчать про участь у виставках Парижа та Відня, на Всеросійській мануфактурній виставці в Санкт-Петербурзі та ін. Цікавою є нумізматична колекція, серед якої київська срібна гривня кінця ХІ століття, монети вартістю півкопійки, одна, дві, три, п'ять, двадцять п'ять копійок різних років (найстаріша — 1773 р., найновіша — 1899 р.) та ін. У цьому залі також розміщена етнографічна експозиція «Українська селянська хата кінця ХІХ — початку ХХ ст.» та «Сільська хата греків Приазов'я кінця ХІХ — початку ХХ ст.» (в районі 3-є місце за населенням займають греки).
Третя зала — періоду від 1914 року до сьогодення. Значне місце відведено експозиції «За волю України», де висвітлюються події «Революції Гідності» та проведення антитерористичної операції Збройними Силами України 2014—2017 р.р.. Особливу увагу приділено увічненню пам'яті героїв, які загинули в нашому краї, висвітлюються трагічні події Волновахи. Серед речових експонатів, передусім, «бойове залізо»: покручені та пробиті шматки броні, рештки зброї, гільзи, особисті речі, прапори, що побували у боях, фотографії з перебігу бойових дій та дозвілля наших солдат тощо.
Четвертий зал — виставковий, де експонуються різноманітні тимчасові виставки з фонду музею, приватних колекцій та інших зібрань. На основі своїх фондів та громадських зібрань музей проводить масово-просвітницьку та культурно-виховну роботу серед різних груп населення, шляхом проведення тематичних та оглядових екскурсій, зустрічей, уроків народознавства та уроків краєзнавства, уроків за темами по національно-патріотичному вихованню. Робота з дітьми та молоддю стала одним з пріоритетних напрямків в просвітницькій діяльності музею.

## Експонати музею
Значне місце в експозиції займають предмети різних епох:
- кам'яна сокира епохи бронзи,
- наконечники стріли скіфської епохи,
- ніж і наконечник стріл половецької епохи 11 — 13 ст.,
- намисто катакомбної культури 20 — 16 ст. до н. е.,
- астрагал і лощило зрубної культури 15 — 9 ст. до н. е.,
- рубало кам'яної доби,
- кам'яний курант бронзової доби,
- амулет-платівка ямної культури 3 тисячоліття до н. е.,
- обладнання для виготовлення дерев'яних предметів побуту,
- самовари 1840 і 1870 років[2].
- Київська гривнаКиївська гривна

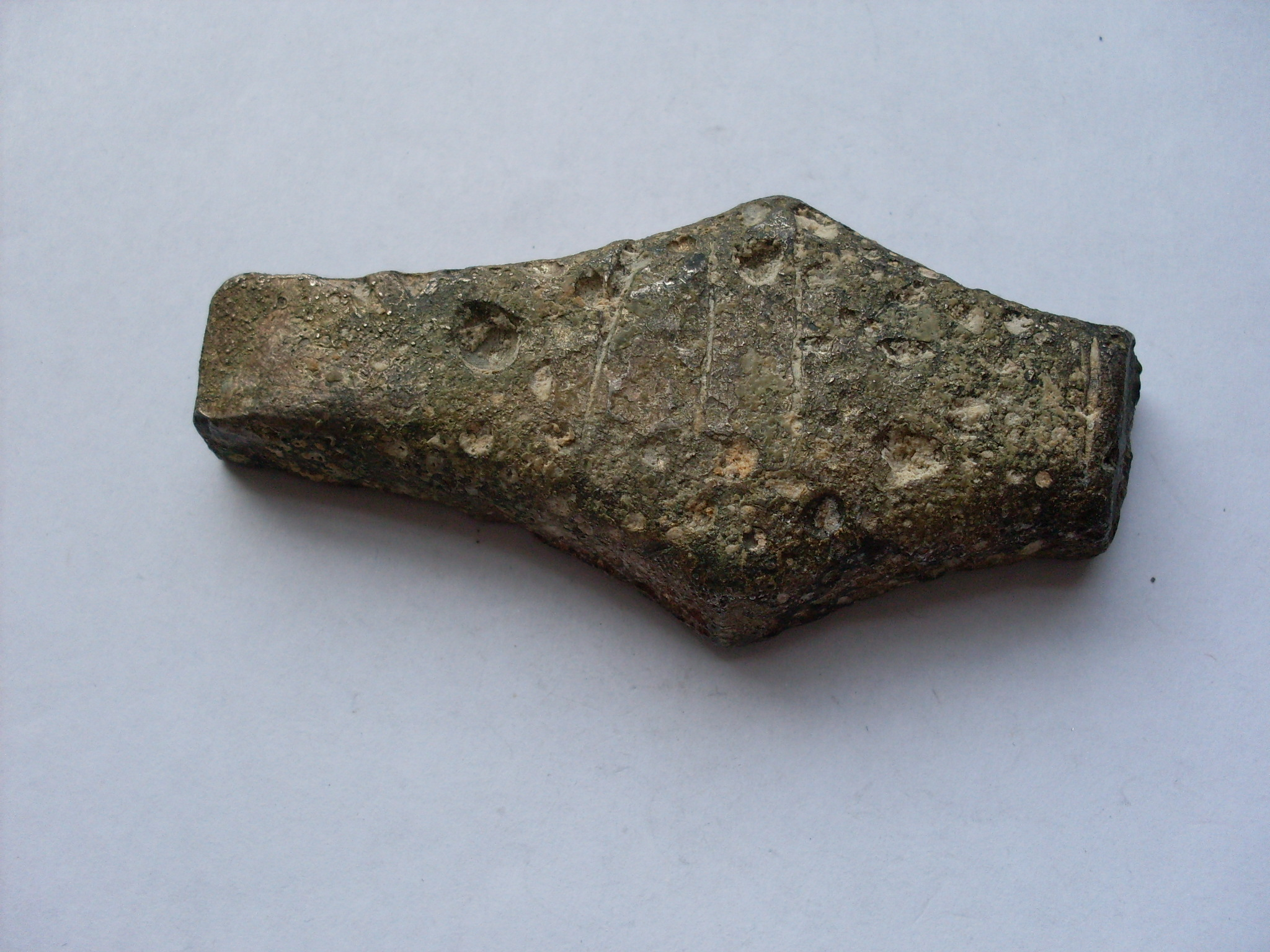
Київська гривна

Як грошово-лічильна одиниця гривна виникла ще за часів Київської Русі, орієнтовно в ХІ столітті. Сама ж назва «гривна» походить від назви прикраси з золота або срібла у вигляді обруча, який носили на шиї (тобто на «загривку»), і звали гривна. В ті часи існували декілька видів гривен, з ХІ ст. у Київській Русі в обігу були так звані «київські» гривні, які мали шестикутну форму і важили 150 гр. срібла — ці гроші існували до татаро-монгольського нашестя.
12 травня 1978 року мешканець міста Волноваха Жамбовський Андрій Михайлович передав у дар Волноваському районному краєзнавчому музею Київську срібну гривну, вже не цілу, а з одного боку відрубану. Форма ромбічна зі зрізаними кутами, шестикутний литий брусок срібла вагою 154,8 гр. Метал після лиття став пузирчатим. На гривні поперечні лотки. Київська гривна є гордістю нашої колекції, яку ми періодично експонуємо.
Самовар 1870 рік

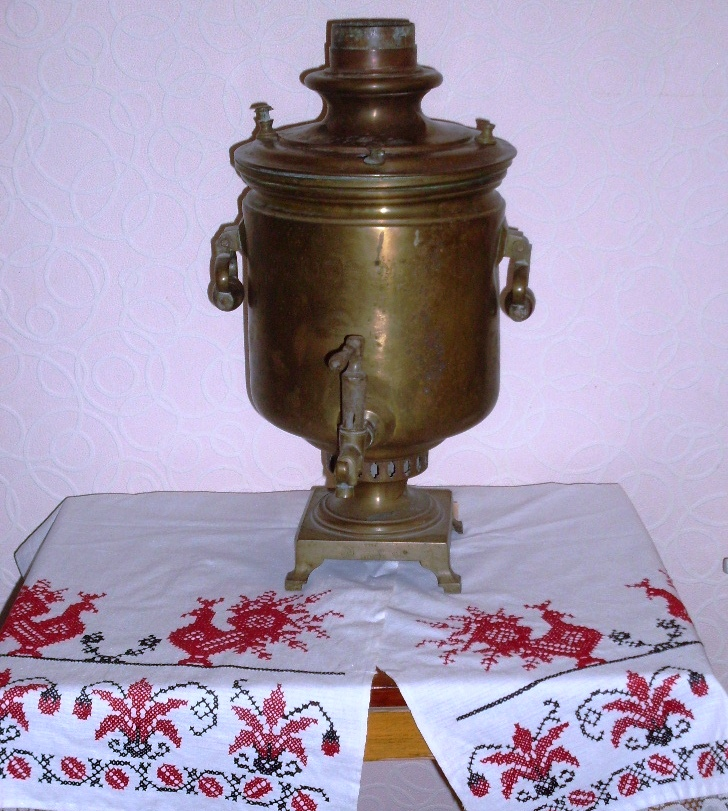
Унікальних експонат — старовинний самовар

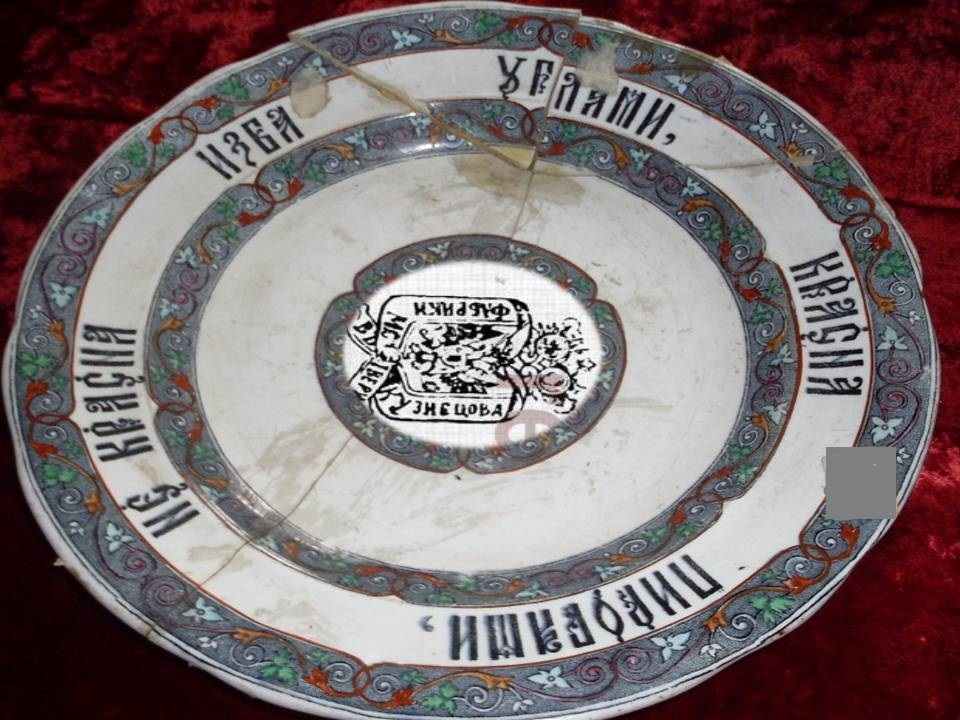
Керамічна тарілка 1893 рік

У Волноваському районному краєзнавчому музеї серед інших унікальних експонатів є старовинний самовар.
Виготовлений він у 1870 році. Має він десять вигравіруваних медалей, які свідчать про участь у Парижі, у Відні 1873 році та інших. На підставці самовара можна побачити спеціальне клеймо «За працьовитість і мистецтво» 1870 р. і підпис «Василь Степанович Баташев». Передбачається, що це ім'я майстра, що виготовив самовар. Передав нам його мешканець райцентру В. І. Ржавський.
Самовар для багатьох був символом сімейного вогнища, затишку, дружнього спілкування, займаючи почесне місце на столі. На жаль, багато дітей навіть не знають, що таке самовар. Потрапляючи в музей, вони та їхні батьки з великим інтересом розглядають цей старовинний предмет побуту, дізнаються чимало цікавого з історії речей.

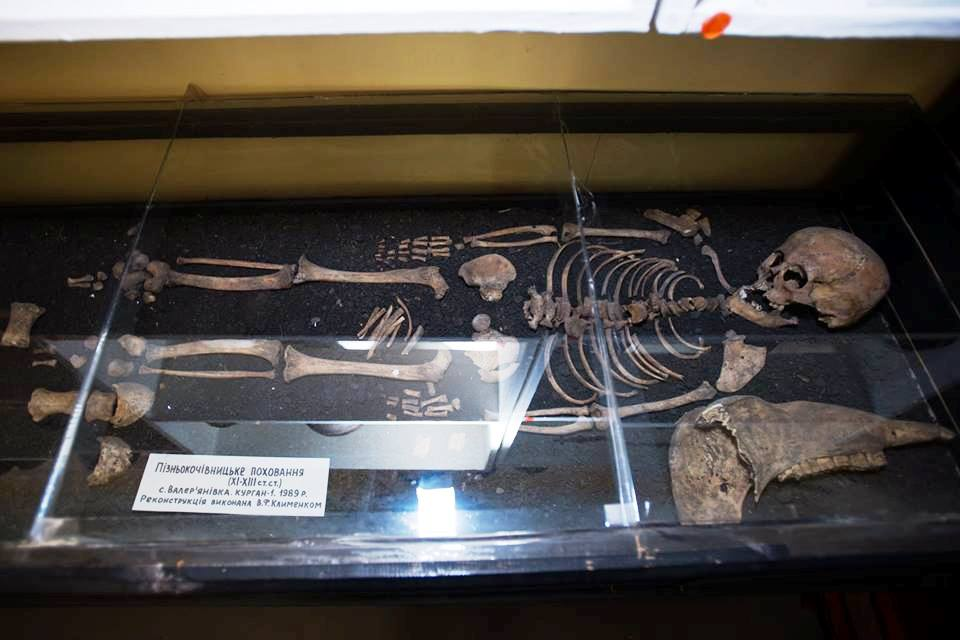
Реконструкція поховання ХІІ — ХІІІ ст.
Досить цікавий експонат, який викликає інтерес у відвідувачів музею є реконструкція поховання ХІІ — ХІІІ ст. У прямокутну, засклену вітрину поміщений скелет підлітка років 10 — 13, у витягнутому положенні на спині. Така поза характерна для середньовічних кочівницьких поховань. Руки похованого витягнуті уздовж тіла. Зліва від похованого, поміщені два астрагала — гральні кістки. На рівні ліктя лівої руки — невеликий кварцитовий валун. У похованні перебували нижня щелепа і останки ніг коня, що свідчать про використання в поховальному обряді шкури коня. Кістяк покладений на земляній підкладці.
У 1989 році під с. Валер'янівка Волноваського району Донецької області, при проведенні розкопок Єнакіївською археологічною експедицією «Еврика», якою керував Клименко Віктор Федорович, був виявлений вище вказаний експонат і переданий в Волноваський районний краєзнавчий музей,
- Керамічна тарілка 1893 рік.

У Волноваському районному краєзнавчому музеї серед інших унікальних експонатів є керамічна тарілка. Виготовлена на фабриці Кузнєцова М.С у 1893 році. На тарілці можна побачити напис «Не красна изба углами, красна пирогами». На зворотньому боці спеціальне клеймо фабрики Кузнєцова М. С.
Товариство з виробництва фарфорових, фаянсових виробів М. С. Кузнєцова одне з найбільших фарфоро-фаянсових виробництв Російської імперії кінця XIX — початку XX століття. Було засноване у 1889 році російським промисловцем і підприємцем з роду Кузнєцових - Матвієм Сидоровичем Кузнєцовим та проіснувало до 1917 року, коли більшість підприємств було націоналізовано. У 1887 році М. С. Кузнєцов заснував фаянсовий завод в селі Буди Харківського повіту. У 1889 році з'явилося «Товариство виробництва порцелянових і фаянсових виробів М. С. Кузнєцова» з основним капіталом 3 млн руб. У 1918 році після Жовтневої революції всі підприємства «Товариства», були націоналізовані. Передав нам її мешканець міста Волноваха Старостенко С. А. у 1980 році.

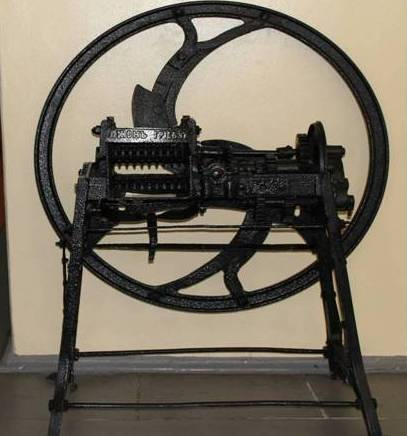
Січкарня майстерні англійського підприємця Джона Грієвза

- Друкарська машинка «Continental»

Друкарська машинка «Continental» розроблена в 1904 році інженером Юліусом Монсом. «Континенталь» — стандарт, з класичною клавіатурою, друкарська машинка стала користуватися великим попитом.

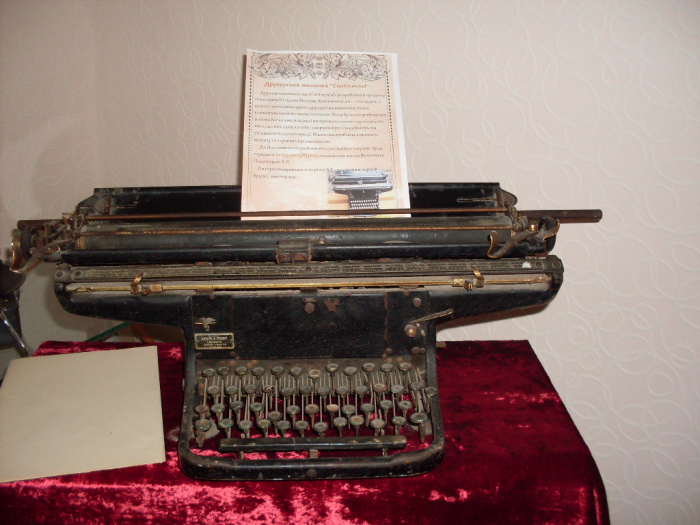
Друкарська машинка «Continental»

Вона була випробувана в роботі багатьма роками і витримала найменшу кількість змін, що вже саме за себе говорить про її надійність та унікальність конструкції. Машинка зроблена з якісного металу і покрита чорною емаллю.
До Волноваського районного краєзнавчого музею була передана 10 грудня 1985 року мешканкою міста Волноваха Поданієвою А. Я. Використовувалась в 20 роки ХХ століття в першій будівлі виконкому.
Січкарня — механічне знаряддя для подрібнення (перетворення в січку) рослинних кормів на годівлю худобі, птиці.
Складається зі станини, на якій закріплений направляючий жолоб для подачі бадилля до шнеків, що безпосередньо підводять його до лез ножів.
Поперечного колеса-маховика із закріпленими на ньому ножами, виготовленими із легованої сталі. На колесі змонтована ручка, за допомогою якої обертовими рухами вручну знаряддя приводиться в дію. На станині стоїть клеймо «ДЖОНЪ ГРІЕВЗЪ».
У 1876 році у місті Бердянськ відкрилися машиноскладальні майстерні англійського підприємця — Джона Грієвза, які згодом перетворилися на найбільший у Європі завод сільськогосподарських машин.
У 2008 році мешканець міста Волноваха Остапенко Валентин Макарович передав у дар Волноваському районному краєзнавчому музею.

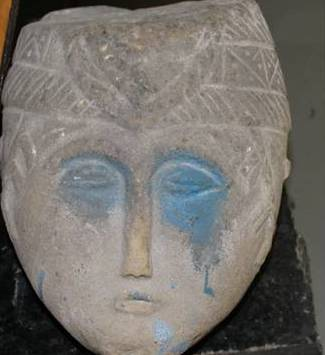
Голова кам'яної «баби» скіфських кочовиків

Голова кам'яної «баби» скіфських кочовиків.
Найбільш унікальних експонатів музею є голова кам'яної «баби» скіфських кочовиків, основного поселення, яке проживало 2000—2500 років тому на території Азовського моря.
Голова зроблена з каменю з різьбленим орнаментом на лобі. Передана до музею Великоанадольським лісовим коледжем.

## Напрямки роботи
Основним напрямком роботи музею є фондова, експозиційна, науково-дослідницька збиральна, науково-просвітницька. На основі музейних матеріалів проводиться масово-просвітницька й культурно-виховна робота серед різних груп населення, шляхом проведення екскурсій, зустрічей за «круглим» столом, з ветеранами війни і праці, уроків народознавства і уроків краєзнавства, уроків історії і уроків пам'яті, екологічних уроків, вечорниць.